# 雷亚·史塔克
雷亚·史塔克（1983年6月11日—
），于1983年在瑞士的圣加仑出生，是一位拥有克罗地亚血统的瑞士设计师。

## 生平和贡献
史塔克于圣加仑的GBS设计学院毕业，并且获得了相关学位。之后，他成立了自己的设计公司，并为索尼、LG、佳能和雀巢等公司的项目上担任工业设计师。
2016 年，史塔克与前大众汽车监事会成员費迪南德·皮耶希的儿子安東·「托尼」·皮耶希（Anton "Toni" Piëch）一起在苏黎世创立了皮耶希汽车公司。
2020 年，史塔克创立了Quantum集团，他向大众汽车提出以115 亿美元收购兰博基尼品牌，全球媒体竞相报道。
截至2021年6月21日，大众集团尚未同意这笔交易。
2020 年底，史塔克辞去了皮耶希汽车联合首席执行官的职务。根据他自己的声明，他不再负责了公司的运营业务，但继续担任首席设计官负责创意领域。
史塔克目前在苏黎世居住。

## 获得奖项
- 德国设计奖（英语：German Design Award） （2020年）[3][11]

- 瑞士设计奖 （2019年）[12][13]